# 水野久美
水野久美（1937年12月6日—），日本的女電影演員，參與過哥吉拉系列電影的演出，尤其是1965年本多豬四郎執導的『怪獸大戰爭』飾演X星人令人印象深刻。

## 生平
水野在高高中時期就加入演藝社，1957年出演松竹電影『気違い部落』之後出道，1958年加入東寶電影公司。1959年、以劇團俳優座養成所第8期生畢業。
1963年退出東寶常出演舞台劇和電視劇，水野的美貌在當時受到相當熱烈的歡迎。
1960年代參與許多特攝片，如『怪獸大戰爭』、『瑪坦戈』等等。
1964年與演員山本學結婚，之後又離婚。1973年和五十嵐通夫再婚（1999年五十嵐去世）。水野和五十嵐生下一個長子水野純一，同樣成為演員。在『哥吉拉×機械哥吉拉』親子共同演出。
2012年、和樋口尚文共同著作自傳『女優 水野久美　怪獣・アクション・メロドラマの妖星』（樋口尚文との共著 / 洋泉社），在銀座為了紀念水野所發起的「水野久美映画祭」。

## 電影作品
- 眠狂四郎無賴控 魔劍地獄（1958年）
- 若い娘たち（1958年）
- 東京的假日（1958年）
- 私は貝になりたい（1958年）
- 日本誕生（1959年）
- 社員無頼 怒号篇（1959年）
- 社員無頼 反撃篇（1959年）
- 花嫁さんは世界一（1959年）
- 上司、下屬、同事（1959年）
- 社長太平記（1959年）
- 獨立愚連隊西進（1960年）
- 國定忠治（1960年）
- 新入社員十番勝負（1961年）
- 暗黑街的彈痕（1961年）
- 暗黑街擊滅命令（1961年）
- 斷崖的決鬥（1961年）
- 紅之海（1961年）
- 破曉決死鬥（1961年）
- 紅之空（1962年）
- 忠臣藏（1962年）
- 暗黑街之牙（1962年）
- 妖星哥拉斯（1962年）
- 國際秘密警察 指令第8號（1963年）
- 瑪坦戈（1963年）
- 戰國野郎（1963年）
- 大盜賊（1963年）
- 國際秘密警察 虎牙（1964年）
- 國際秘密警察 火藥之樽（1964年）
- 蟻地獄作戰（1964年）
- 士魂魔道 大龍卷（1964年）
- 怪獸大戰爭（1965年）
- 科學怪人對地底怪獸（1965年）
- 香港白薔薇（1965年、臺日合作）
- 哥吉拉·伊比拉·摩斯拉 南海大決鬥（1966年）
- 科學怪人的怪獸 山達對蓋拉（1966年）
- 國際秘密警察 絶體絶命（1967年、東宝）
- 錢形平次（1967年）
- 渡世人列伝（1969年）
- 鮮血の記録（1970年）
- 女組長（1970年）
- 快盜Ruby（1988年）
- 大誘拐（1991年）
- 哥吉拉×機械哥吉拉（2002年）
- 哥吉拉 最後戰役（2004年）
- 百年の時計（2012年）